# Marcel Peragine
Marcel Peragine (* 20. Jahrhundert in Brooklyn, New York City) ist ein Italo-US-amerikanischer Filmeditor und Musiker-Komponist, der in Deutschland lebt.

## Leben
Marcel Peragine erhielt einen Bachelor of Arts in Kunst und Erziehung am Brooklyn College, danach absolvierte er ein Drehbuch-Studium bei Samson Raphaelson an der Columbia University. Seinen Master of Science in Kommunikation und Rundfunkwesen absolvierte er ebenfalls am Brooklyn College.
Anfang der 1980er-Jahre kam er nach Europa, wo er in Hamburg, Berlin, München und Zürich arbeitete und sich schließlich in Hamburg niederließ. Hier gründete er SKYeditorial Film & TV Postproduction GmbH mit Sitz in den Zeisehallen in Hamburg-Ottensen und machte sich selbstständig als Filmeditor. Seit 1993 ist er überwiegend fürs Fernsehen und Kino als Editor im Einsatz.
Daneben betätigte er sich auch als Music-Editor und Co-Editor und wirkte an Filmen wie Die Mediocren (1995), Sonnenallee (1999) oder Der Mongole (2007) mit. Mit seinem Musikprojekt Eastern Rain trug er auch zur Filmmusik bei, wie beim Kinofilm Arthur & Claire (2017), Der Kriminalist für ZDF (2006 – 2020) und Die Fischerin für Das Erste (2014).
Peragine ist Mitglied im Bundesverband Filmschnitt Editor.

## Filmografie (Auswahl)
- 1995: Tödliches Geld
- 1995: Die Mediocren
- 1996: Ein flotter Dreier (Fernsehserie, 6 Folgen)
- 1998: Die Unschuld der Krähen
- 2000: Halt mich fest!
- 2000: Polizeiruf 110: Tote erben nicht
- 2001: Herz
- 2001: Tatort: Exil!
- 2004: Das Duo: Bauernopfer
- 2004: Stubbe – Von Fall zu Fall: Tödliches Schweigen
- 2005–2007: Der Dicke (Fernsehserie, 12 Folgen)
- 2005: Liebe wie am ersten Tag
- 2005: Der letzte Tanz
- 2007–2017: Der Kriminalist (Fernsehserie, 32 Folgen)
- 2008: Die Schimmelreiter
- 2010: Der Mauerschütze
- 2010: Das Duo: Bestien
- 2011: Pilgerfahrt nach Padua
- 2012: Schmidt & Schwarz
- 2012: Tatort: Todesbilder
- 2013: Weniger ist mehr
- 2013: Die Spionin (2013)
- 2014: Die Fischerin
- 2015–2017: Der Kommissar und das Meer (Fernsehserie, 5 Folgen)
- 2016: Kommissarin Lucas – Schuldig
- 2016: Spreewaldkrimi: Spiel mit dem Tod
- 2017: Arthur & Claire
- 2017: In Wahrheit: Mord am Engelsgraben
- 2017: Ein Lächeln nachts um vier
- 2018: Der Mordanschlag
- 2019: In Wahrheit: Still ruht der See
- 2019: Professor T. (Fernsehserie, 4 Folgen)
- 2020: Spy City (Fernsehserie, 6 Folgen)
- 2020: In Wahrheit: Unter Wasser
- 2021: Schwarze Insel
- 2022: Sisi (6 Folgen der zweiten Staffel)
- 2023: Schule am Meer 3

## Belege
1. ↑  Marcel Peragine, auf companyhouse.de
2. ↑  Eastern Rain bei bandcamp.com
3. ↑  Marcel Peragine beim BFS, abgerufen am 14. März 2025

| Personendaten    | Personendaten                |
| ---------------- | ---------------------------- |
| NAME             | Peragine, Marcel             |
| ALTERNATIVNAMEN  | Peragine, Marcellus          |
| KURZBESCHREIBUNG | US-amerikanischer Filmeditor |
| GEBURTSDATUM     | 20. Jahrhundert              |
| GEBURTSORT       | New York City                |